# اپیروس شمالی
اپیروس شمالی (یونانی: Βόρειος Ήπειρος، Vorios Ipiros; آلبانیایی: Epiri i Veriut) بخشی از بالکان، منطقه اپیروس در جنوب آلبانی است.

## نگارخانه

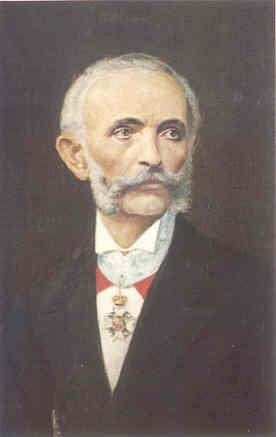
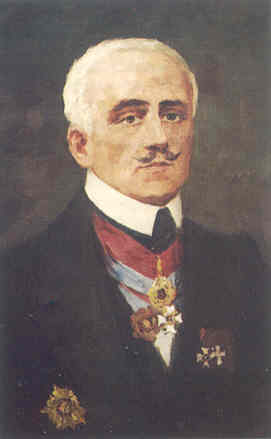
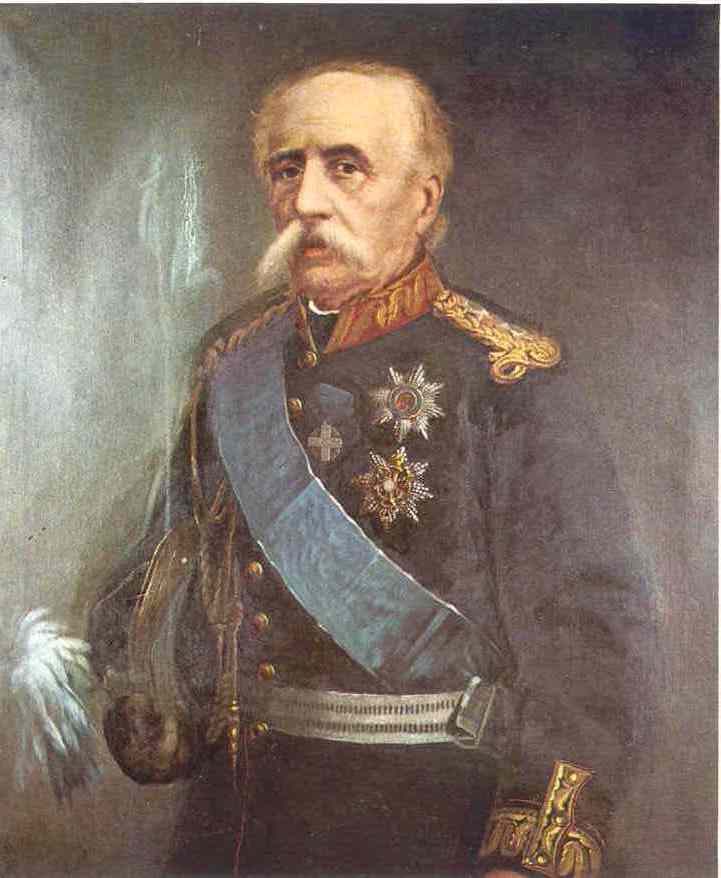
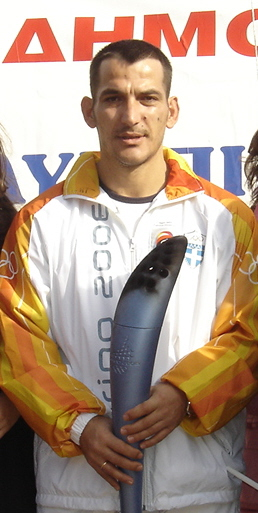
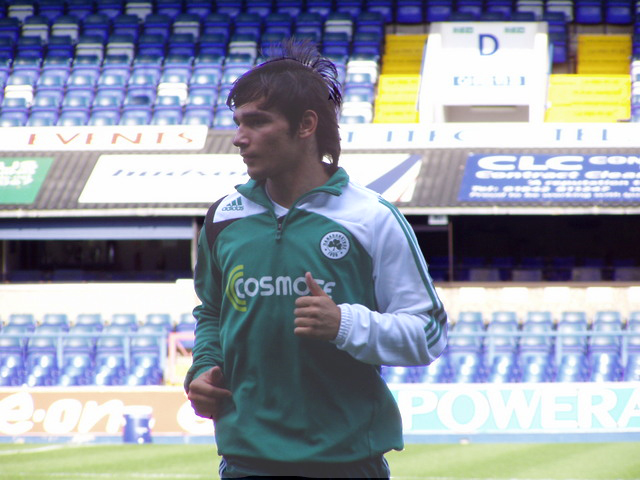
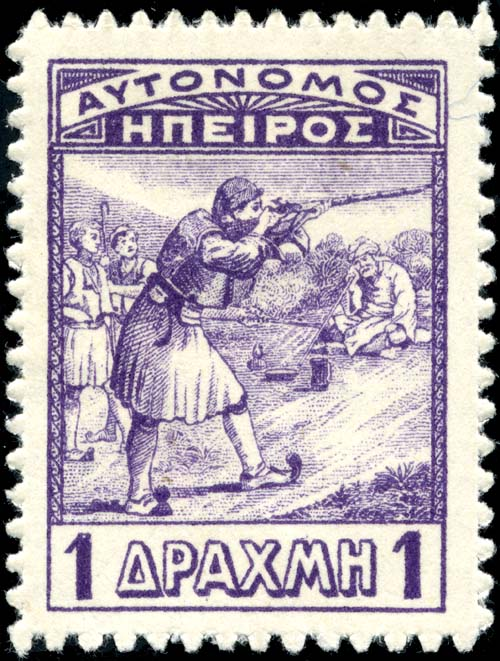
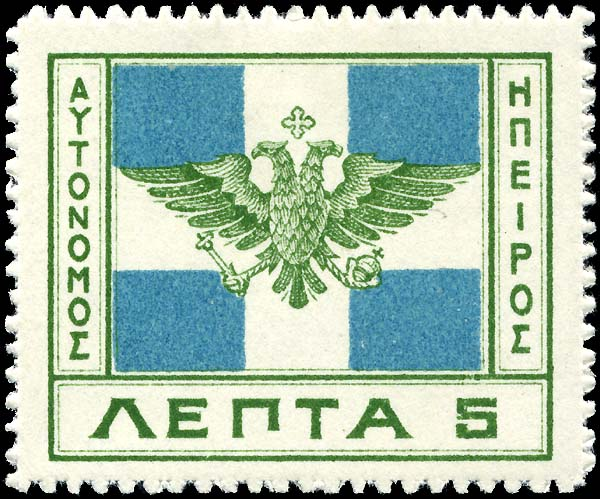
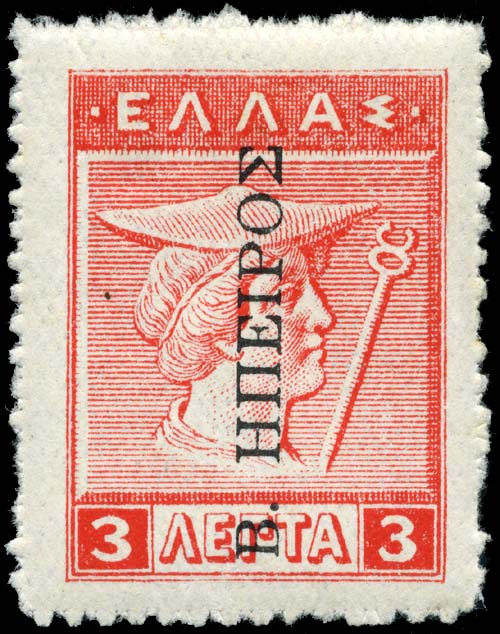